# Mastcelle
En mastcelle er en celle der udskiller histamin og heparin. Det er en type granulocyt. Mastcellerne fremmer de betændelsesreaktioner, der sker ved en infektion.
| Naturvidenskab | Spire Denne naturvidenskabsartikel er en spire som bør udbygges. Du er velkommen til at hjælpe Wikipedia ved at udvide den. |